# Chan Chan
Chan Chan és un lloc arqueològic de la regió peruana de La Libertad, al nord de Trujillo. Està inscrit en la llista del Patrimoni de la Humanitat des del 1986; està també, des del mateix any, inscrit en la llista del Patrimoni de la Humanitat en perill.
D'una superfície d'uns 28 km², Chan Chan va ser construït per Chimor (l'imperi dels chimú), una civilització intermediària tardana que es va desenvolupar sobre les ruïnes de la civilització mochica. La ciutat de terra (en adob) de Chan Chan va ser construïda cap a l'any 1300, i va ser una capital imperial fins que Chimor va ser conquerida per l'Imperi Inca al segle xv. És la ciutat precolombina més gran d'Amèrica i va arribar a tenir aproximadament 30.000 habitants.
Amb la conquesta pels inques, la ciutat va romandre més o menys intacta, però amb l'arribada dels espanyols va començar el saqueig, i actualment les restes es conserven en museus.
La capital chimú està composta de nou unitats arquitectòniques conegudes com a residències o palaus reials. En cadascuna d'aquestes, hi havia un túmul funerari amb nombroses ofrenes i cambres plenes de ceràmica, teixits i joies. Cadascuna d'aquestes unitats té una configuració rectangular, amb una entrada sobre el seu costat septentrional, d'altes muralles, i un laberint. El palau Tschudi és l'única zona restaurada de Chan Chan.

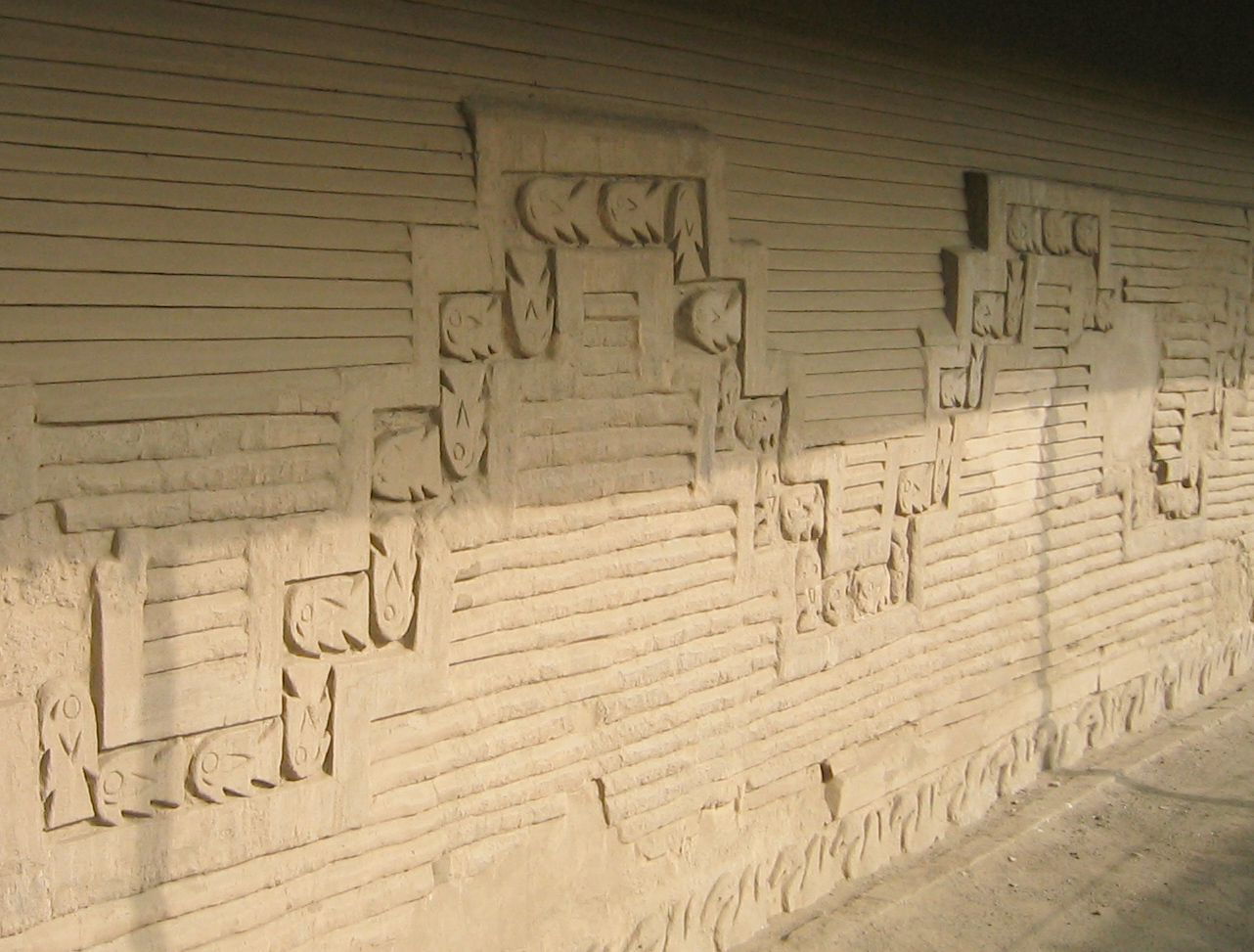
Relleus representant peixos en el complex de Tschudi, Chan Chan

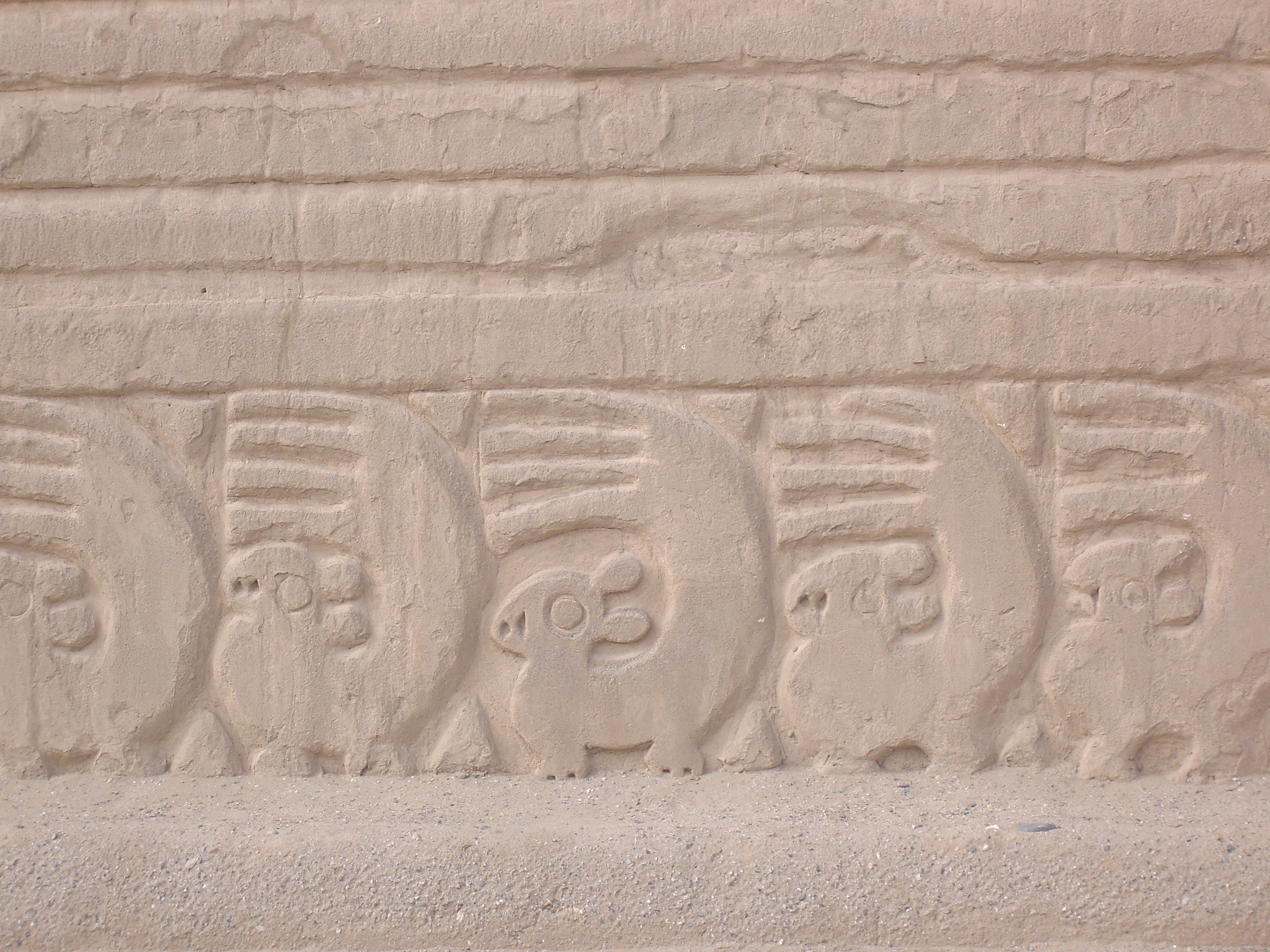
Detall

Les muralles han estat construïdes en maons de tova recoberts d'un ciment lleuger, en el qual han estat gravades les decoracions. Algunes són representacions realistes d'ocells, peixos, i petits mamífers. D'altres són representacions més estilitzades dels mateixos objectes. Mentre que, en les civilitzacions més antigues, els agradava crear representacions felines o antropomòrfiques, l'estil chimú té una preferència pels motius marítims. Els gravats de Chan Chan representen peixos, pelicans i xàrcies de pesca. Chan Chan, contràriament a altres ruïnes peruanes, es troba, en efecte, a prop de l'oceà Pacífic.
La ciutat ha estat durament afectada per l'erosió generada pel Niño, que provoca importants precipitacions de pluja i inundacions sobre la costa peruana. Els visitants entren, generalment, pel complex Tschudi (batejat amb el nom d'un explorador suís), una de les últimes ciutadelles construïdes. Hi ha, igualment, altres ruïnes chimú i moche als voltants de Trujillo.